# Паола (Калабрија)
Паола (итал. Paola) је насеље у Италији у округу Козенца, региону Калабрија.
Према процени из 2011. у насељу је живело 12649 становника. Насеље се налази на надморској висини од 75 м.

## Становништво
Према резултатима пописа становништва 2011. у општини је живело 16.416 становника.
| 1931.  | 1936.  | 1951.  | 1961.  | 1971.  | 1981.  | 1991.  | 2001.  | 2011.  |
| ------ | ------ | ------ | ------ | ------ | ------ | ------ | ------ | ------ |
| 14.190 | 13.918 | 14.471 | 14.618 | 14.785 | 16.651 | 17.093 | 17.195 | 16.416 |

## Партнерски градови
- Суса, Фрежис, Paola, Puerto Madryn, Рио де Жанеиро